# 杭州地铁4号线
杭州地铁4号线，标识色为香樟绿，  大致呈反“C”形走向，南起浦沿站，北抵池华街站。一期首通段（近江-彭埠）于2015年2月2日投入试运营，一期南段（浦沿-近江）于2018年1月9日开通。二期工程（彭埠-池华街）于2022年2月21日开通。

## 概况
一期工程全长20.75公里，分为首通段工程（彭埠站至近江站）和西南段工程（近江站至浦沿站）。首通段长约9.6公里，于2008年开工，2015年2月2日投入试运营。一期西南段长11.2公里有8个站，于2018年1月9日通车。
一期工程北起彭埠站，在火车东站和彭埠站与1号线形成双向同站台换乘，向南经新塘路、沿富春路到钱江新城市中心与2号线形成单向同向同站台换乘，南抵浦沿站。该线是轨道交通的次干线，连通了1、2号线路，有多个换乘机会，便于把主干线上的客流运送到更远的地区，并加强对钱江新城的服务，它也连接了火车东站等对外交通点。
二期工程起自彭埠站，向北转向明石路，沿明石路向北敷设，穿过德胜快速路后，继续沿明石路向北敷设，在明石路与笕石路交叉口，转向西沿笕石路敷设，下穿既有沪杭铁路后，沿兴业街、新天地街向西敷设，之后沿东新路向北敷设，穿过留石高架路后，沿沈半路向北敷设，经城北宝龙广场地块后转向桃源街、吴家角港，向西北敷设，在杭钢地块，线路转向西，沿平炼路敷设，下穿运河后，线路沿良运街向西敷设，在良运街与小洋坝路交叉口，线路转向西南，沿池华街向西敷设至线路终点。线路全长24.1km，全部为地下线，共设车站15座。

## 历史

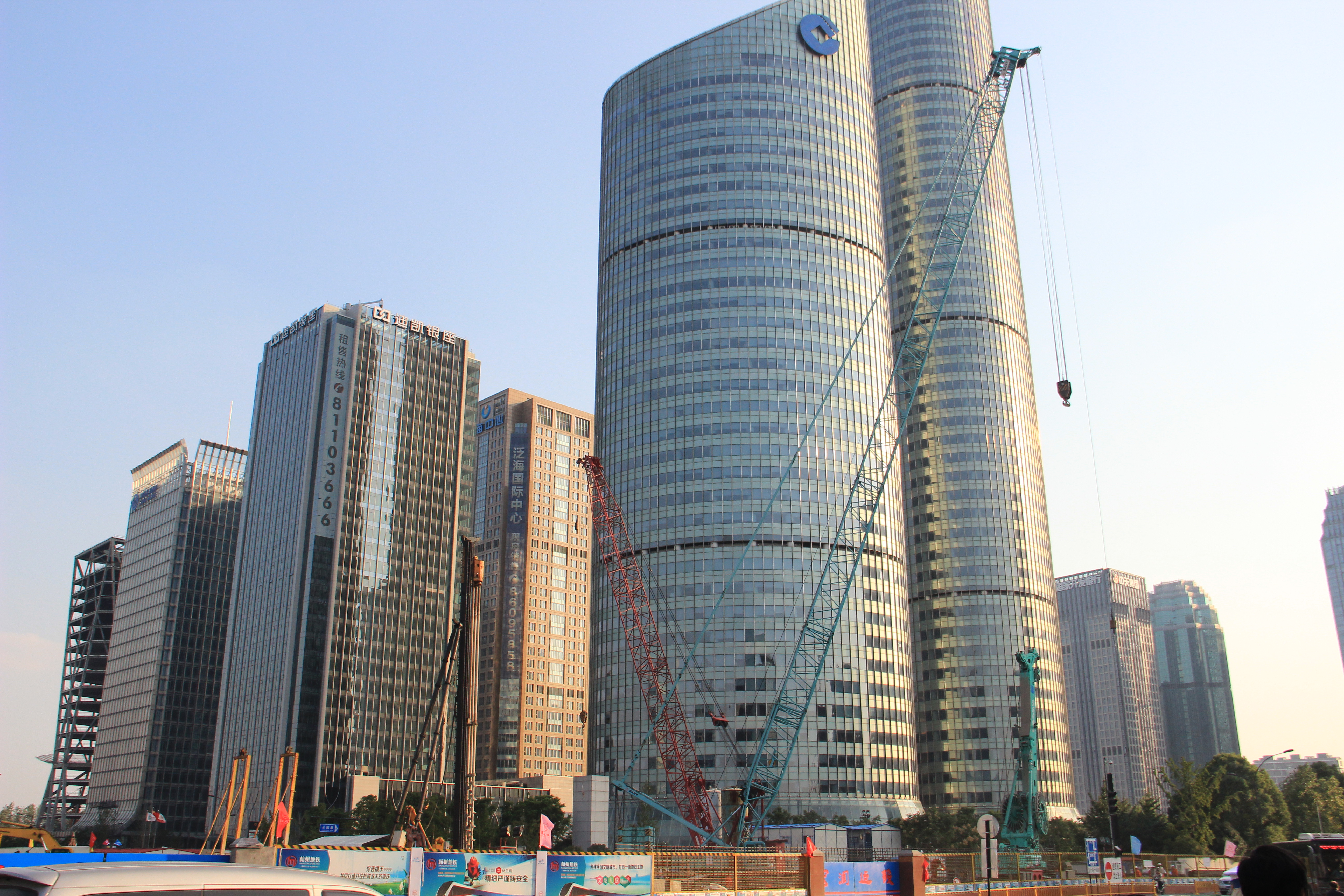
建设中的4号线市民中心站，2013年

- 2007年，一期城星路站、市民中心站、江锦路站以“钱江新城地下空间连接工程”工程为名义开工。[5][6]
- 2014年9月29日，彭埠站至钱江路站送电成功。
- 2014年10月20日，首通段隧道全线贯通。[7]
- 2015年1月23日，首通段通过专家评审[8]。
- 2015年2月2日，首通段（彭埠-近江）投入运营。
- 2017年5月26日，二期可行性通过专家评审。[9]
- 2017年9月27日，南段轨道贯通。[10]
- 2017年12月1日，开始一期南段试运行，列车到达近江站后将不进行站前折返，而是停靠于3站台后继续向浦沿站方向驶去。
- 2018年1月9日下午17:30，一期南段开通（惟联庄站前期出入口建设受阻未能与4号线西南端其他站一起开通）[11]。
- 2018年6月6日，联庄站开通运营[12]。
- 2021年2月28日，杭州市人民政府批复了4号线二期车站的正式站名，其中有10个站名和工程名不同。[13]
- 2021年4月20日，首列4号线二期列车运抵勾庄车辆段。[14]
- 2021年8月24日，4号线二期金家渡-紫金港变电所、环网送电成功，标志着杭州地铁4号线二期（除彭埠-明石路区间外）全线电通。
- 2021年8月28日，4号线二期（除彭埠-明石路区间外）完成接触网热滑试验。
- 2021年12月4日，4号线一期和二期区间开始贯通跑图，二期新车开始在一期区间载客。
- 2022年2月21日，4号线二期（彭埠-池华街）开通，其中独城生态公园站暂缓开通。
- 2025年7月26日，独城生态公园站开通。

## 车站信息

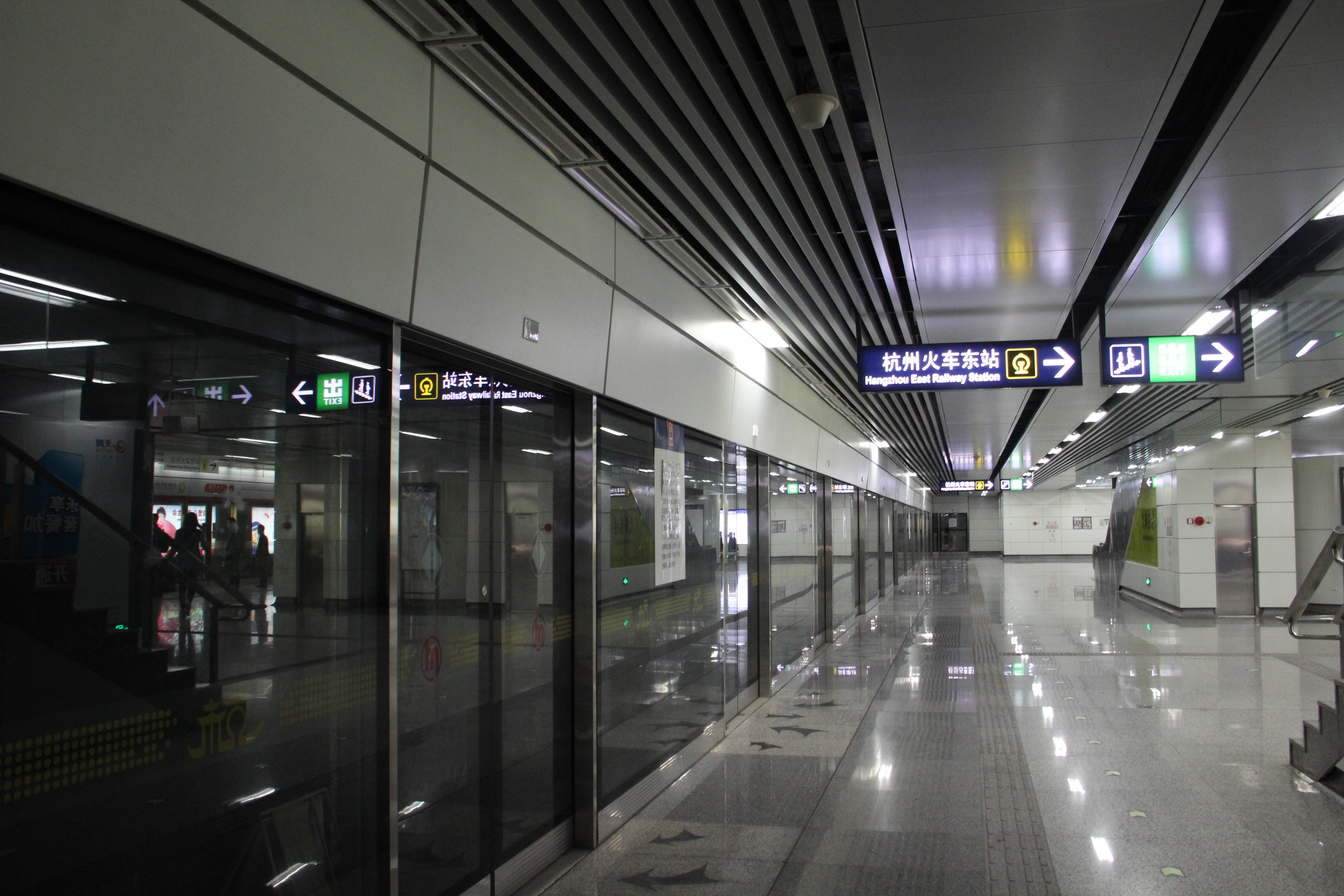
4号线彭埠站和火车东站站台随1号线一起建成，图为4号线未建时的火车东站站台

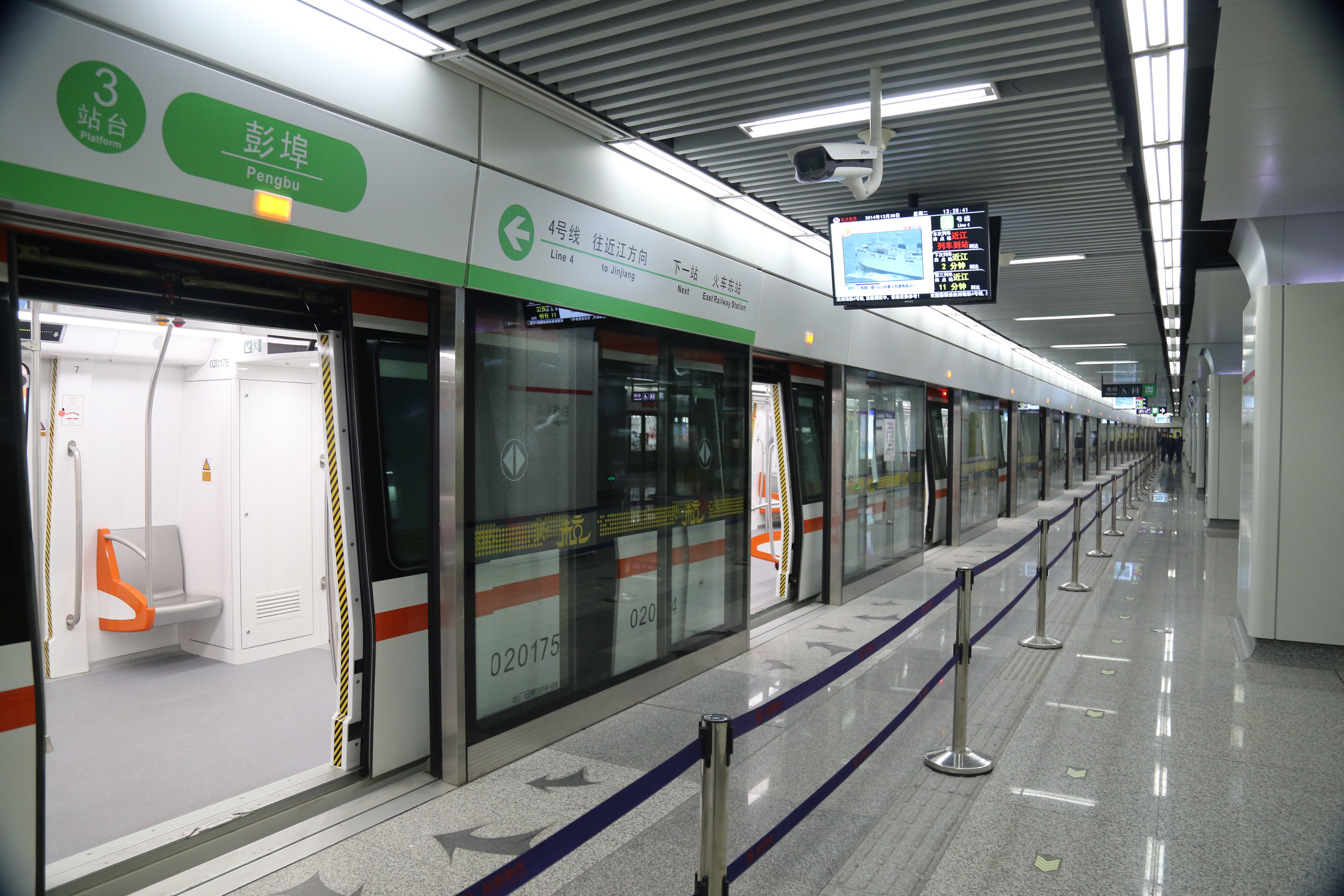
4号线测试时，由于缺少车辆，故借用规格相同的2号线列车，目前列车已全数归还

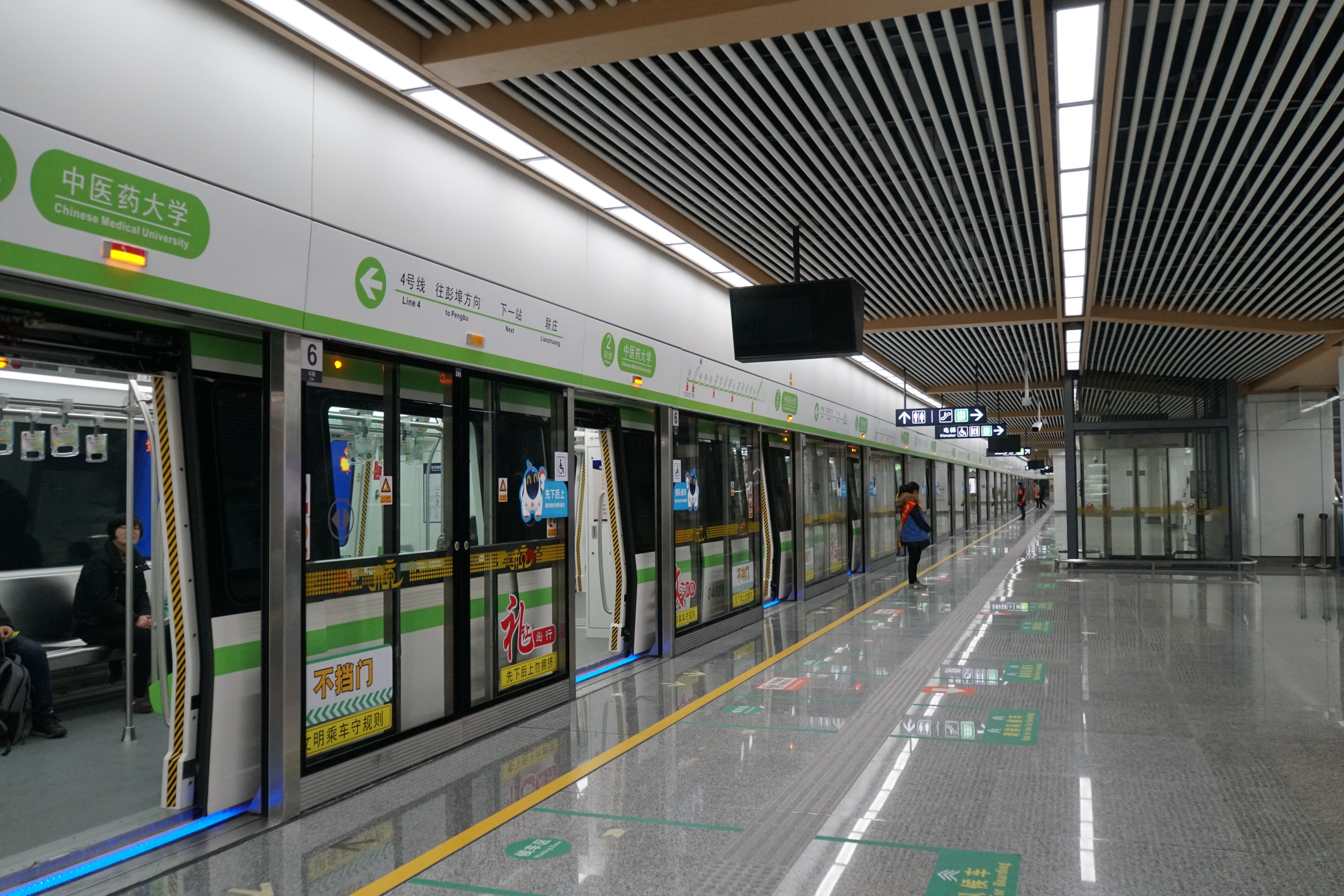
中医药大学站站台与列车

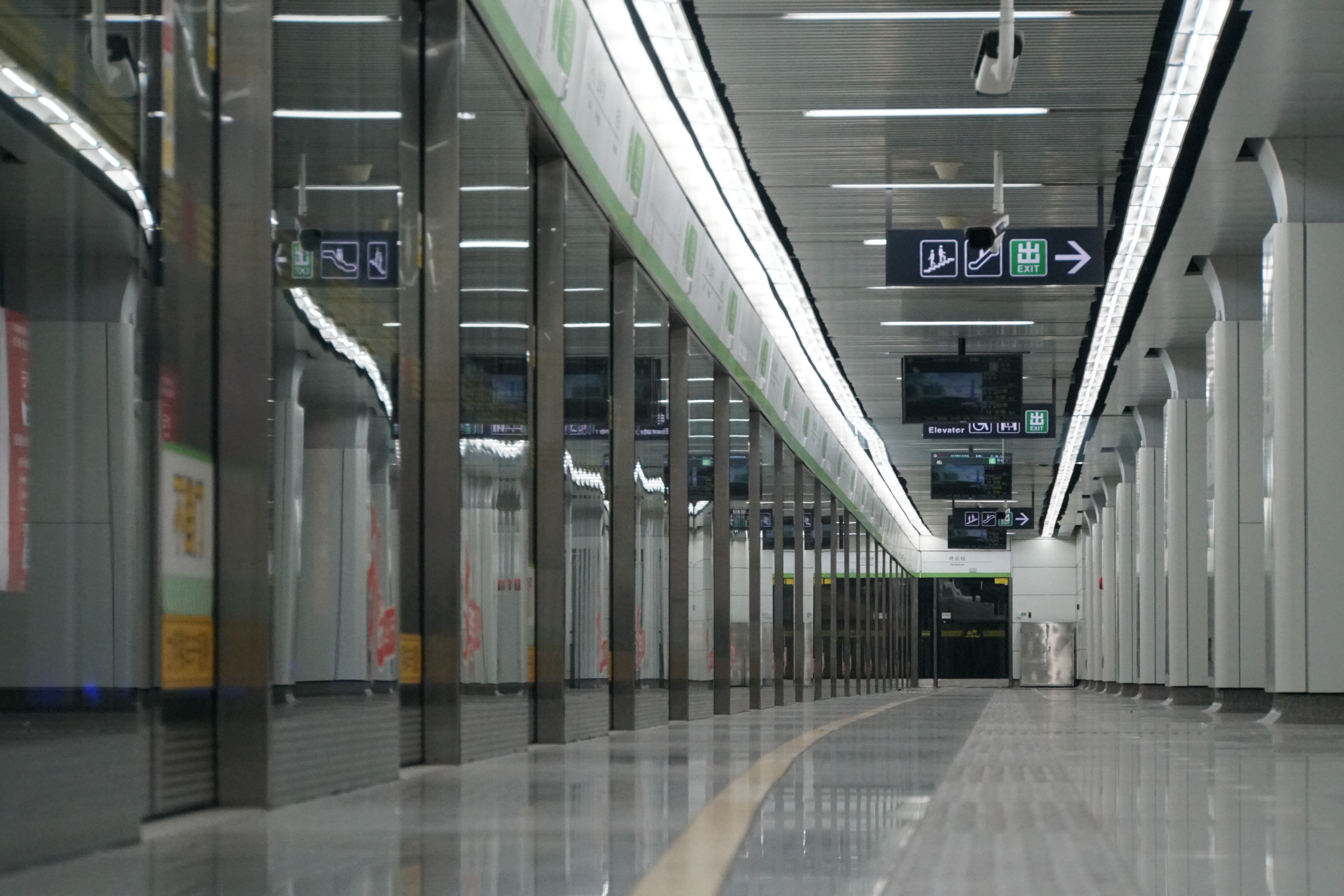
4号线彭埠站终点站台略带有弯度

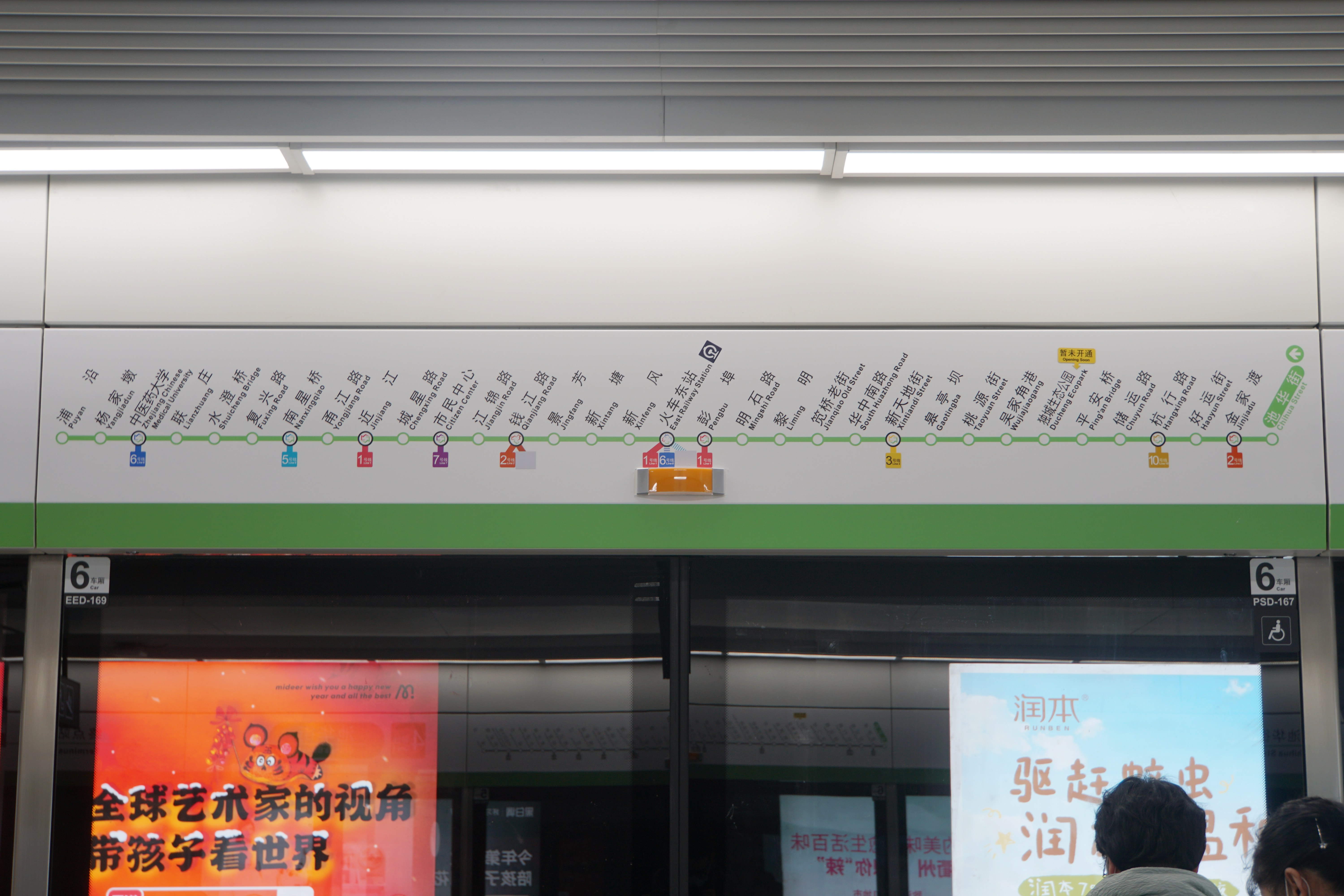
4号线站名表（摄于池华街站）

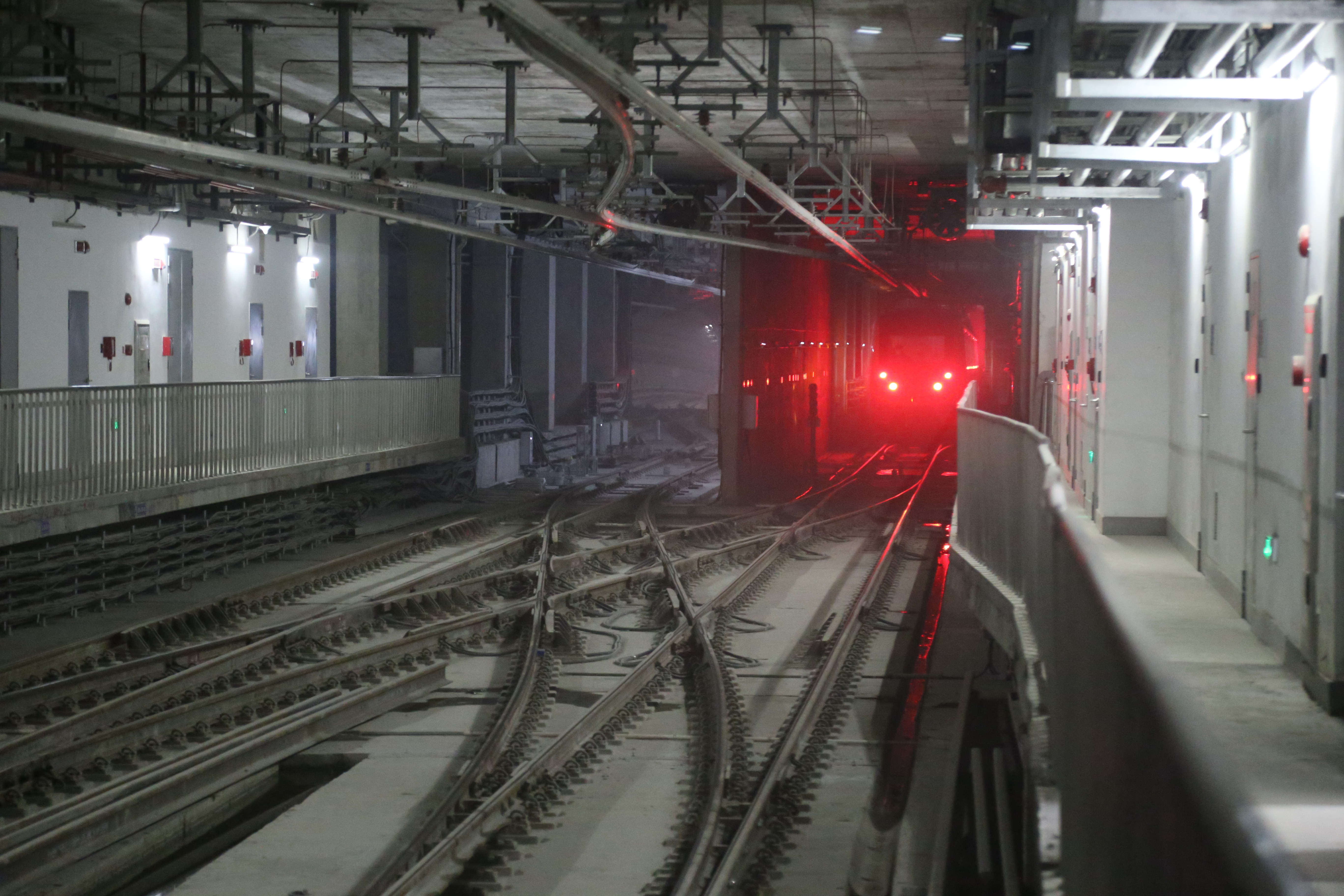
彭埠站后设有交叉渡线和出入库线供日常折返和车务调动

### 线路数据
- 营运里程：浦沿-池华街 46.75km
- 站数：33
- 轨距：1435mm
- 动力电源：1500V接触网供电
- 双线区间：全线
- 电气化区间：全线
- 地下区间：浦沿—池华街全线
- 地面区間：彭埠东—七堡车辆段、金家渡东-勾庄车辆段-好运街北
- 最短区间：市民中心-城星路，火车东站-新风，间距均为709m。[15][16]
- 最长区间：水澄桥-联庄，长2050m。[17]

### 车站列表
| 区段       | 站名         | 里程 （千米） | 换乘路线                                | 所在地 | 站台形式           | 启用日期      |
| ---------- | ------------ | ------------- | --------------------------------------- | ------ | ------------------ | ------------- |
| 三期南延段 | 闻堰         |               | █ 18号线（规划）                        | 萧山区 | 地下二层岛式       | 未开通        |
| 三期南延段 | 万达中路     |               | 不適用                                  | 萧山区 | 地下二层岛式       | 未开通        |
| 三期南延段 | 万达北路     |               | 不適用                                  | 萧山区 | 地下二层岛式       | 未开通        |
| 三期南延段 | 浦炬街       |               | 不適用                                  | 滨江区 | 地下二层岛式       | 未开通        |
| 一期       | 浦沿         | 0             | 不適用                                  | 滨江区 | 地下二层岛式       | 2018年1月9日  |
| 一期       | 杨家墩       | 0.98          | 不適用                                  | 滨江区 | 地下二层岛式       | 2018年1月9日  |
| 一期       | 中医药大学   | 1.91          | █ 6号线                                 | 滨江区 | 地下二、三层叠岛式 | 2018年1月9日  |
| 一期       | 联庄         | 3.15          | 不適用                                  | 滨江区 | 地下二层岛式       | 2018年6月6日  |
| 一期       | 水澄桥       | 5.38          | 不適用                                  | 上城区 | 地下三层岛式       | 2018年1月9日  |
| 一期       | 复兴路       | 6.61          | 不適用                                  | 上城区 | 地下二层岛式       | 2018年1月9日  |
| 一期       | 南星桥       | 8.23          | █ 5号线                                 | 上城区 | 地下二层岛式       | 2018年1月9日  |
| 一期       | 甬江路       | 9.64          | █ 18号线（规划）                        | 上城区 | 地下二层岛式       | 2018年1月9日  |
| 一期       | 近江         | 10.74         | █ 1号线                                 | 上城区 | 地下二层岛式       | 2015年2月2日  |
| 一期       | 城星路       | 12.04         | 不適用                                  | 上城区 | 地下二层岛式       | 2015年2月2日  |
| 一期       | 市民中心     | 12.79         | █ 7号线                                 | 上城区 | 地下二层岛式       | 2015年2月2日  |
| 一期       | 江锦路       | 13.44         | 不適用                                  | 上城区 | 地下二层岛式       | 2015年2月2日  |
| 一期       | 钱江路       | 14.39         | █ 2号线 █ 9号线                         | 上城区 | 地下二层双岛式     | 2015年2月2日  |
| 一期       | 景芳         | 15.84         | █ 15号线（规划）                        | 上城区 | 地下二层岛式       | 2015年2月2日  |
| 一期       | 新塘         | 16.99         | 不適用                                  | 上城区 | 地下二层岛式       | 2015年6月28日 |
| 一期       | 新风         | 18.24         | 不適用                                  | 上城区 | 地下四层岛式       | 2015年2月2日  |
| 一期       | 火车东站     | 18.84         | █ 1号线                                 | 上城区 | 地下三层双岛式     | 2015年2月2日  |
| 一期       | 火车东站     | 18.84         | 火车东站（东广场）站： █ 6号线 █ 19号线 | 上城区 | 地下三层双岛式     | 2015年2月2日  |
| 一期       | 彭埠         | 19.94         | █ 1号线                                 | 上城区 | 地下二层双岛式     | 2015年2月2日  |
| 二期       | 明石路       | 24.42         | 不適用                                  | 上城区 | 地下二层岛式       | 2022年2月21日 |
| 二期       | 黎明         | 25.75         | █ 18号线（规划）                        | 上城区 | 地下二层岛式       | 2022年2月21日 |
| 二期       | 笕桥老街     | 26.94         | 不適用                                  | 上城区 | 地下二层岛式       | 2022年2月21日 |
| 二期       | 华中南路     | 28.65         | 不適用                                  | 拱墅区 | 地下二层岛式       | 2022年2月21日 |
| 二期       | 新天地街     | 30.81         | █ 3号线                                 | 拱墅区 | 地下二、三层叠岛式 | 2022年2月21日 |
| 二期       | 皋亭坝       | 32.56         | 不適用                                  | 拱墅区 | 地下二层岛式       | 2022年2月21日 |
| 二期       | 桃源街       | 34.02         | 不適用                                  | 拱墅区 | 地下二层岛式       | 2022年2月21日 |
| 二期       | 吴家角港     | 35.35         | 不適用                                  | 拱墅区 | 地下二层岛式       | 2022年2月21日 |
| 二期       | 独城生态公园 | 37.20         | 不適用                                  | 拱墅区 | 地下二层岛式       | 2025年7月26日 |
| 二期       | 平安桥       | 38.59         | █ 15号线（规划）                        | 拱墅区 | 地下二层岛式       | 2022年2月21日 |
| 二期       | 储运路       | 39.90         | 不適用                                  | 余杭区 | 地下二层岛式       | 2022年2月21日 |
| 二期       | 杭行路       | 41.23         | █ 10号线                                | 余杭区 | 地下三层岛式       | 2022年2月21日 |
| 二期       | 好运街       | 42.81         | 不適用                                  | 余杭区 | 地下二层岛式       | 2022年2月21日 |
| 二期       | 金家渡       | 45.00         | █ 2号线                                 | 余杭区 | 地下三层岛式       | 2022年2月21日 |
| 二期       | 池华街       | 46.75         | 不適用                                  | 西湖区 | 地下二层岛式       | 2022年2月21日 |
| 三期西延段 | 莲池路       |               | 不適用                                  | 西湖区 | 地下四层岛式       | 未开通        |
| 三期西延段 | 西湖大学东   |               | 不適用                                  | 西湖区 | 地下二层岛式       | 未开通        |
| 三期西延段 | 西湖大学     |               | 不適用                                  | 西湖区 | 地下二层岛式       | 未开通        |
| 三期西延段 | 云谷         |               | 不適用                                  | 西湖区 | 地下二层岛式       | 未开通        |

## 设计
4号线装修风格为“跃动新城”，提取钱江之“水”的动态曲线为设计元素，打造欣欣向荣、快速发展的新型城市形象。
特色装饰车站：中医药大学、南星桥、近江、市民中心、江锦路、钱江路、彭埠、笕桥老街、新天地街、皋亭坝、独城生态公园、好运街
- 4号线的标准模板站以纵向钢管为元素布置，图为复兴路站。
- 南星桥站以抽象梧桐叶体现“凤栖梧桐”的风格。
- 市民中心站LED星空穹顶，繁星点点。
- 江锦路站“繁花似锦”天花板装饰。
- 独城生态公园站以金属工业风气息与不远处的大运河杭钢公园遥相呼应。
- 皋亭坝站提取欢喜永宁桥元素，营造出水波纹路在阳光照射下的倒影。
- 好运街站从传统民居天井中提取灵感，营造清晨时分城市复苏的场景。

## 换乘车站
- 近江站、火车东站站、彭埠站 - 与 █ 1号线换乘
- 钱江路站、金家渡站 - 与 █ 2号线换乘
- 新天地街站 - 与 █ 3号线换乘
- 南星桥站 - 与 █ 5号线换乘
- 中医药大学站、火车东站站 - 与 █ 6号线换乘
- 市民中心站 - 与 █ 7号线换乘
- 钱江路站 - 与 █ 9号线换乘
- 杭行路站 - 与 █ 10号线换乘
- 火车东站站 - 与 █ 19号线换乘

## 车辆段
4号线拥有2个车辆基地，为七堡车辆段和勾庄车辆段。
七堡车辆段在彭埠站和九和路站之间，主要用于1号线、4号线列车的停放和养护，勾庄车辆段在好运街站以北，用于4号线列车的停放和高级养护。
4号线列车的高级养护位于2号线的蜀山车辆段。

## 使用列车

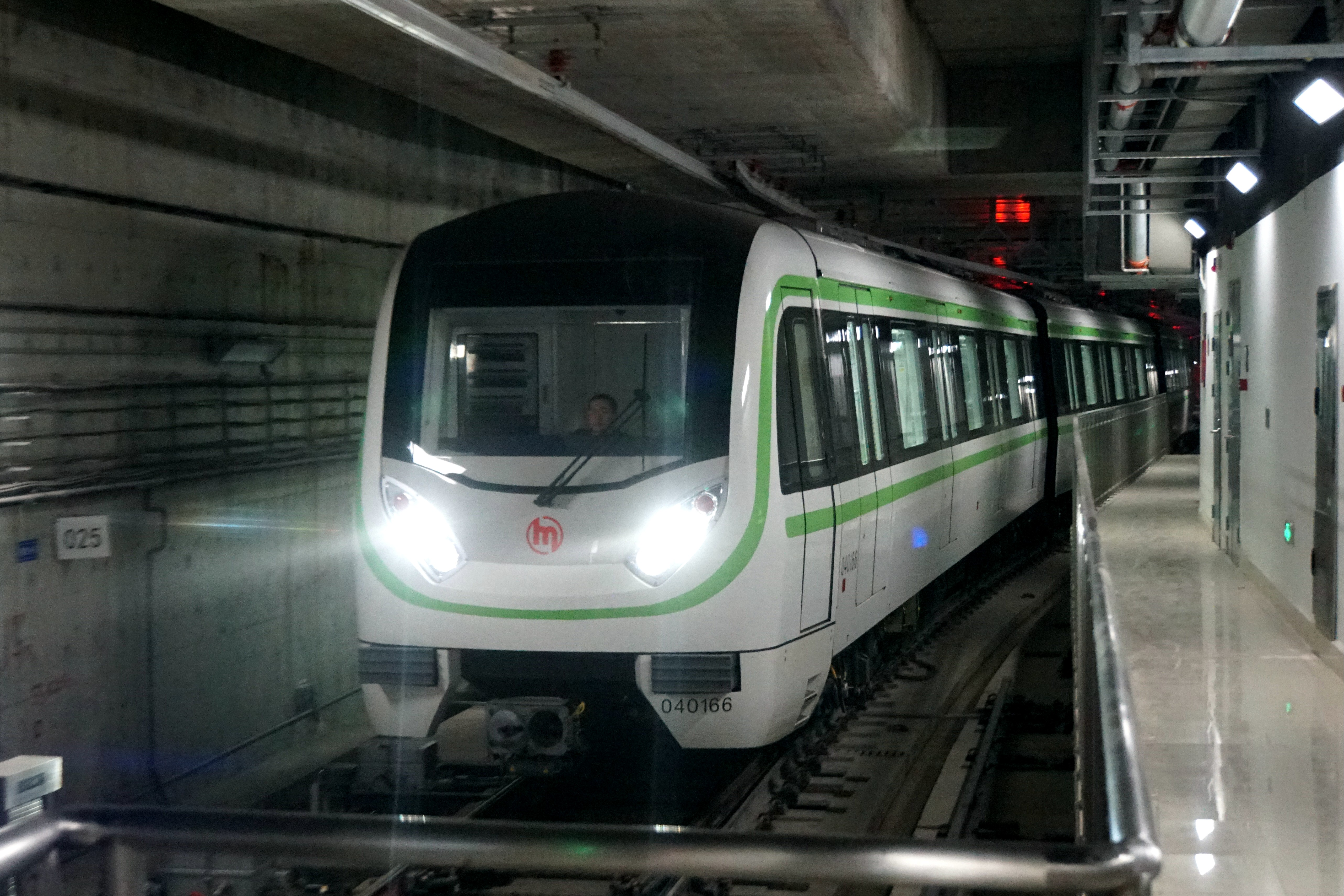
PM082型列车外观

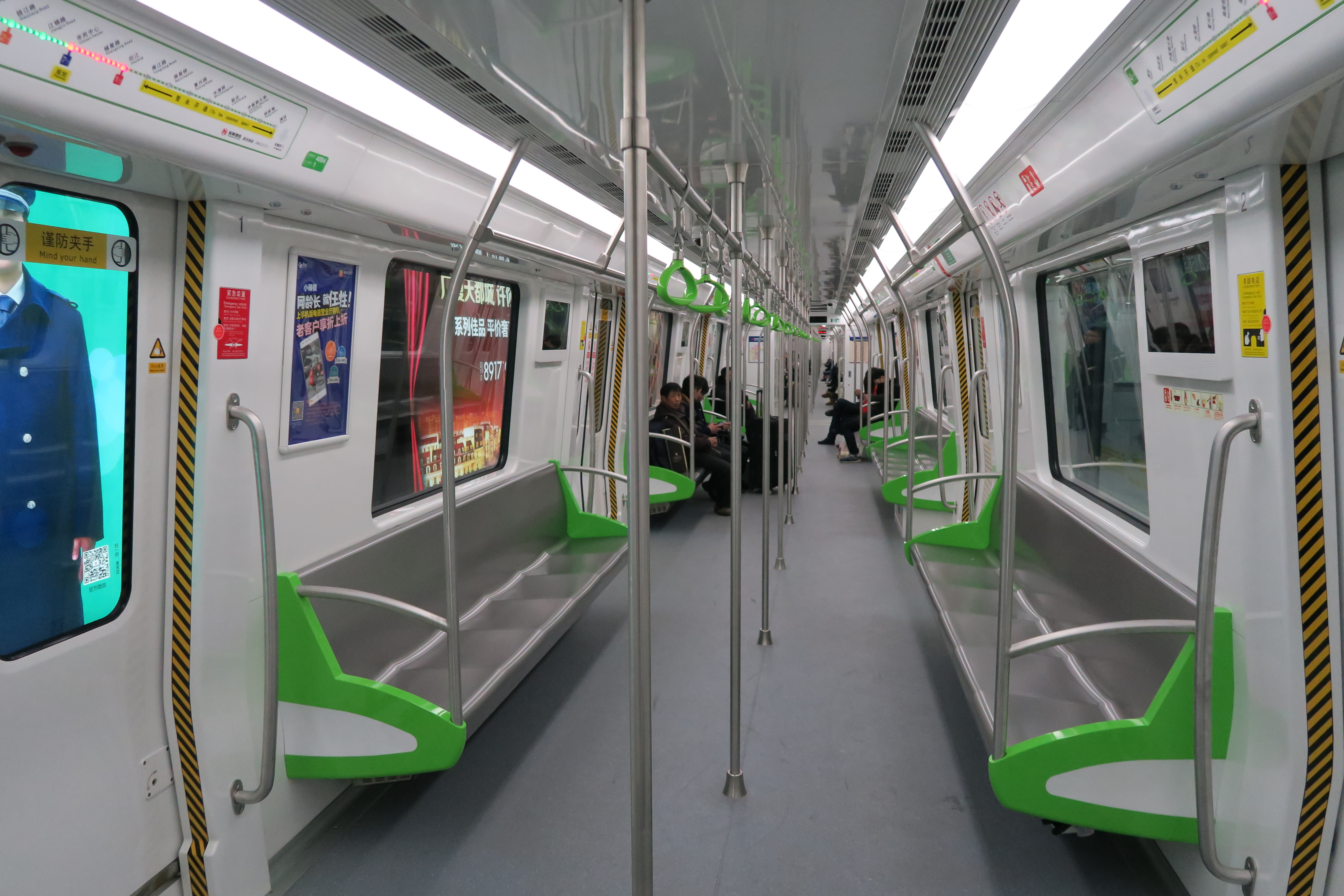
PM082型列车内饰

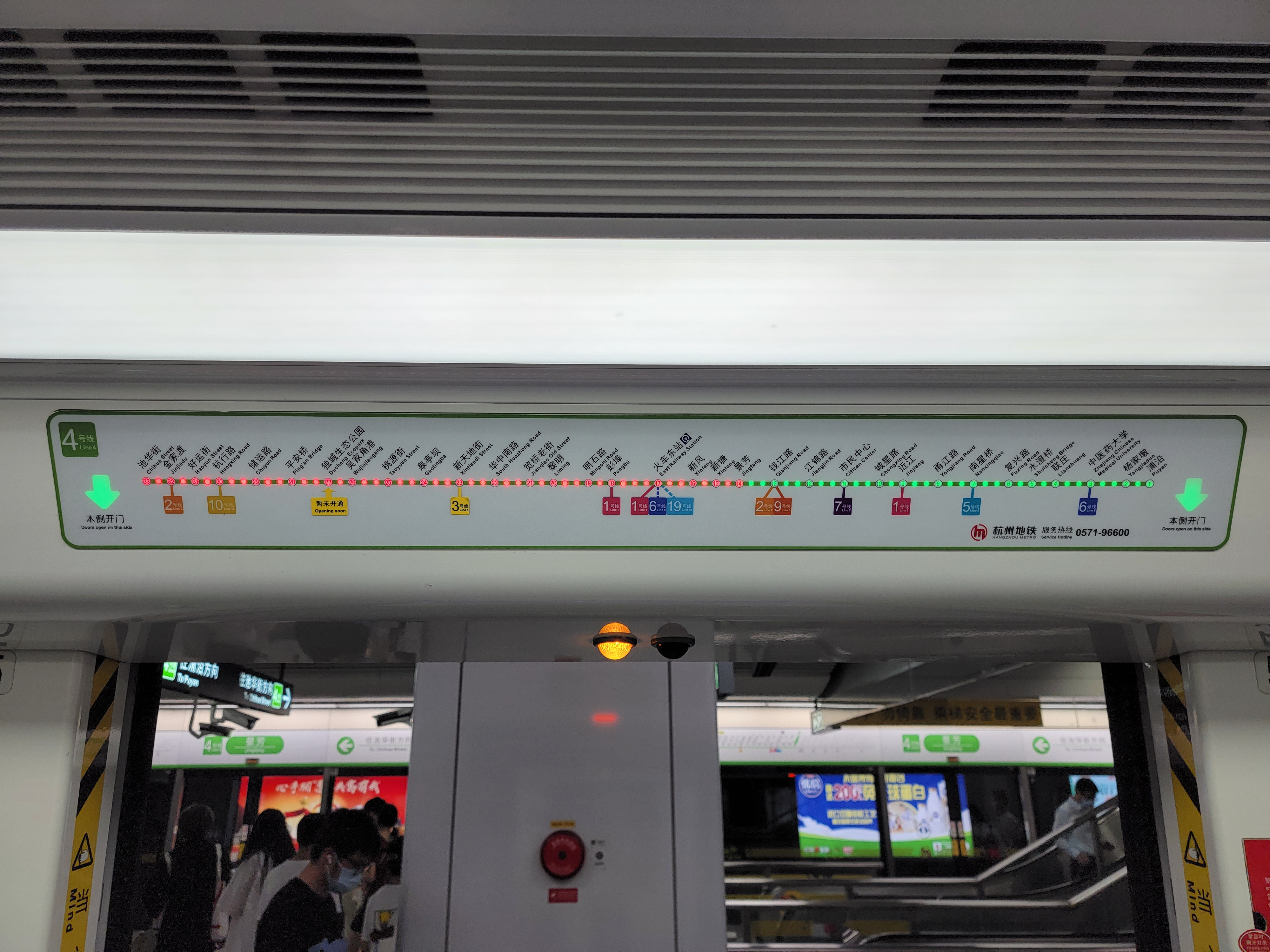
PM082型列车车门上方的LED闪灯点阵线路图

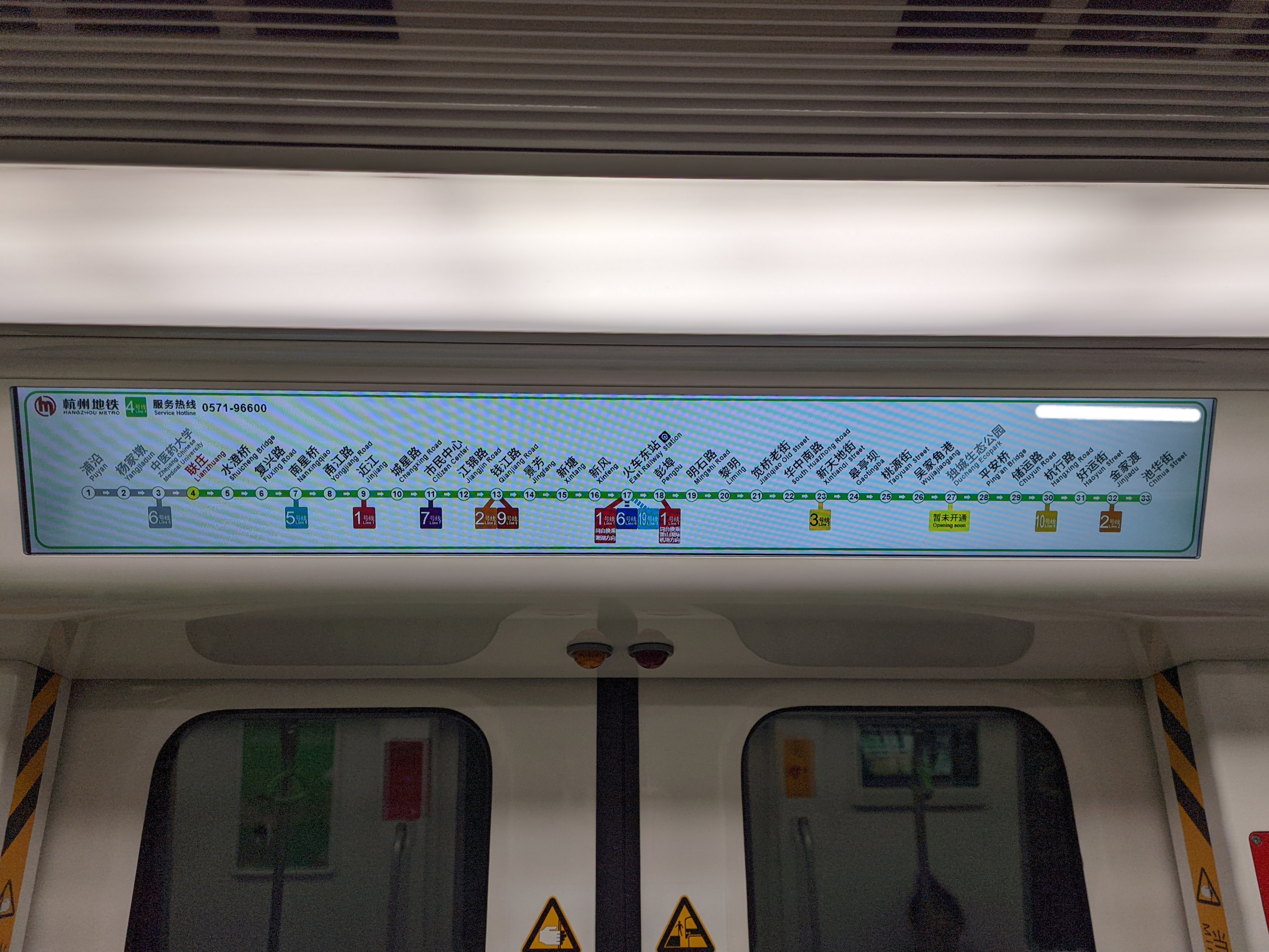
PM174型列车车门上方的LCD屏幕动态线路图

### 一期列车
- 厂商型号：杭州地铁PM082型地铁列车
- 车辆外观设计： 西班牙 LKS Diara 工业设计有限公司
- 列车整体设计： 中国 南车南京浦镇车辆有限公司
- 制造厂商：南车南京浦镇车辆有限公司，杭州南车城市轨道交通车辆有限公司
- 制造年份：2013 ~ 2015
- 外观特征：列车为鼓型车，以黑、白、绿为主色调；侧边顶部和中部各有一条绿色的细色带，窗框周围则为黑色；除颜色外，外观与2号线列车完全相同；车头不设LED方向幕。
- 车体材质：铝合金车体
- 列车编组：6节B2型编组（4M2T，Tc+Mp+M+M+Mp+Tc）
- 车体尺寸：长：19.52 m × 宽：2.88 m × 高：3.8 m
- 车门宽度：1.4 m
- 供电制式：架空接触网供电，DC 1500 V
- 最高运营速度：80 km/h
- 额定载客量：1436人
- 极限载客量：2034人
- 电气牵引系统：
  - 湘潭电机制 YQ-190-9 型鼠笼式三相异步交流牵引电动机（额定功率：190 kW，4×4台）
  - 株洲南车时代电气制 TGN-51 系列 IGBT-VVVF（1C2M2群方式控制，4组）
  - 株洲南车时代电气制 TGF-75H 型 IGBT-SIV（工频扩展供电方式，2台）
- 转向架：南车南京浦镇车辆制 PW80E-Ⅱ 型 无摇枕式空气弹簧转向架（6×2台）
- 车辆总数：PM082型共29列，合计174辆。

### 二期列车
- 厂商型号：杭州地铁PM174型地铁列车
- 车辆外观设计： 西班牙 LKS Diara 工业设计有限公司
- 列车整体设计： 中国 中车南京浦镇车辆有限公司
- 制造厂商：中车南京浦镇车辆有限公司，杭州中车车辆有限公司
- 制造年份：2020 ~ 2022
- 外观特征：列车为鼓型车，以黑、白、绿为主色调；侧边顶部和中部各有一条绿色的细色带，窗框周围则为黑色；除颜色外，外观与2号线列车完全相同；车头顶部设有激光雷达和行车记录仪摄像头，不设LED方向幕。车头的杭州地铁logo较PM082型略大。
- 车体材质：铝合金车体
- 列车编组：6节B2型编组（4M2T，Tc+Mp+M+M+Mp+Tc）
- 车体尺寸：长：19.52 m × 宽：2.88 m × 高：3.8 m
- 车门宽度：1.4 m
- 供电制式：架空接触网供电，DC 1500 V
- 最高运营速度：80 km/h
- 额定载客量：1436人
- 极限载客量：2034人
- 电气牵引系统：
  - 湘潭电机制 YQ-190-9A、YQ-190-9B 型鼠笼式三相异步交流牵引电动机（额定功率：190 kW，4×4台）
  - 株洲中车时代电气制 t Power-TN30 型 IGBT-VVVF 逆变器（1C4M1群方式控制，4组）
  - 株洲南车时代电气制 t Power-AA6 (JR46) 型 IGBT-SIV（工频扩展供电方式，2台）
- 转向架：中车南京浦镇车辆制 PW80E-Ⅱ 型无摇枕式空气弹簧转向架（6×2台）
- 车辆总数：PM174型共32列，合计192辆。

## 事故
- 2014年4月23日下午13时，4号线城星路站南端头井发生水土流失，导致富春路、市民街交叉口路面出现面积约20平方米、深度约0.5米的漏斗型沉陷。接报后，施工现场立即组织交警、公交、管线单位启动相关应急预案、采取应急措施，组织车辆绕行，对塌陷区域进行隔离围挡，并进行混凝土回填作业。当日18时，回填作业已完成。[21]
- 2014年7月31日上午，江锦路站至市民中心站区间右线盾构机进洞时（位于新业桥南侧河道下方（盾构区间从河底穿过）），现场发现洞门左上方出现渗漏水，新塘河河水水位增高，到上午11时，围堰积水突然消失进入市民中心站，随之围堰倒塌，新塘河河水灌入地铁车站导致市民中心站厅、站台被淹，并造成新业桥成为危桥。未造成人员伤亡。
- 2015年8月28日上午9：33分，四号线南星桥站在地下连续墙施工中不慎挖破燃气管道（直径300mm）导致泄漏。事发后，施工单位通知消防、燃气公司。市地铁集团领导赶赴现场指挥抢险。9:39 ，消防到达现场疏散周边人员；9:55，燃气公司开始抢险，燃气管道阀门及时被关闭。16:20，受损燃气管道焊接作业已完成，16：50，相关燃气管道已恢复通气，此事件对沿线居民及其他用户供气的影响已全部消除。[22]事件未造成施工人员伤亡。
- 2015年11月28日晚上8点左右，水澄桥站在建工地外围复兴路发生塌陷，复兴路交通中断。事故没有造成人员伤亡，但周边71户居民受影响连夜疏散，2000余户家庭管道煤气中断，塌陷的主要原因初步判断是地下连续墙渗水导致水土流失。[23]
- 2016年7月8日22：30许，地铁4号线南段中医药大学站南基坑施工时，发生基坑土体突涌。现场施工人员10名，其中2人成功自救，8人不同程度困于淤泥当中。事发后，施工单位第一时间启动应急预案，组织人员进行救援。市地铁集团接报后，迅速赶赴现场指挥。市交警、特警、消防，以及滨江区等有关单位人员立即赶赴现场配合抢险。此事故最终造成4人死亡，4人受伤。事故未对地铁基坑安全造成影响。[24][25]
- 2021年5月7日05时15分，4号线二期金家渡站-紫金港路站区间隧道1#联络通道进行土层开挖作业时，发生土方坍塌事故，造成1人死亡，直接经济损失159万元。[26]

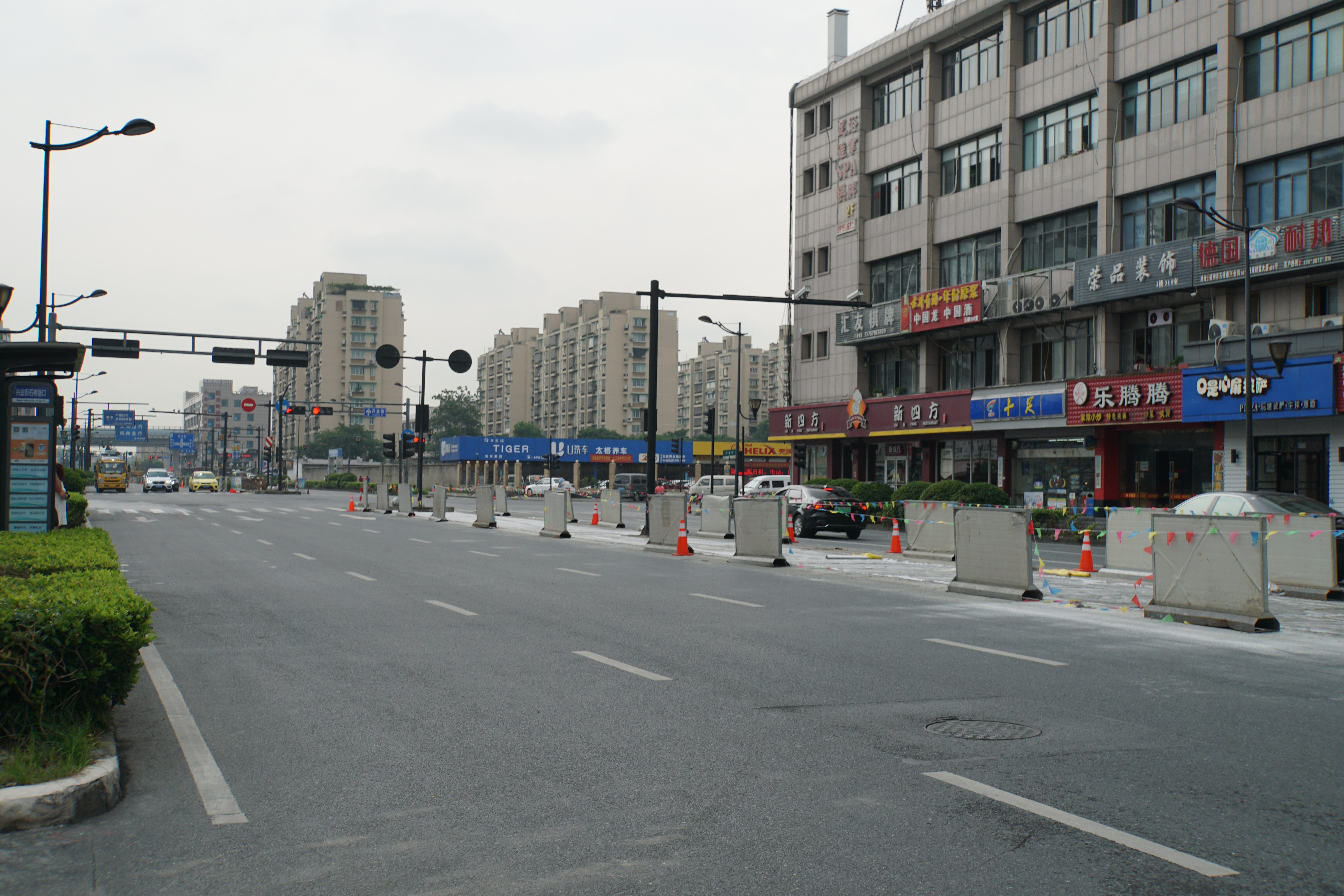
华中南路站工地，2018年6月